# Turkmeńska Socjalistyczna Republika Radziecka
Turkmeńska Socjalistyczna Republika Radziecka, Turkmeńska SRR, radziecka Turkmenia (ros. Туркменская Советская Социалистическая Республика, turkm. Түркменистан Совет Социалистик Республикасы) – jedna z republik związkowych ZSRR.

## Obwód turkmeński w Turkiestańskiej ASRR
Prekursorem Turkmeńskiej SRR był obwód turkmeński, utworzony 7 sierpnia 1921 w ramach Turkiestańskiej ASRR, funkcjonującj od 30 kwietnia 1918 w ramach Rosji Radzieckiej. Obwód turkmeński obejmował zachodnie tereny Turkiestańskiej ASRR, oddzielone od jej większej, wschodniej części pasmem dwóch samodzielnych republik – Chorezmijskiej LRR i Bucharskiej LRR. Obszar ten odpowiadał powierzchni obwodu zakaspijskiego za czasów Imperium Rosyjskiego, lecz bez obszarów północnych.
30 grudnia 1922 włączony do ZSRR.

## Turkmeńska ASRR
27 października 1924 zniesiono Turkiestańską ASRR, a obwód turkmeński wraz z częściami Bucharskiej LRR (prowincje Kerki, Czardżuj i część Szirabad) i Chorezmijskiej LRR (prowincja Daszoguz), utworzył Turkmeńską Socjalistyczną Republikę Radziecką, proklamowaną oficjalnie 13 maja 1925 jako jedna z republik ZSRR.
27 października 1991 r. uzyskała niepodległość jako Turkmenistan. Jej stolicą był Aszchabad.